# George Călinescu
Gheorghe Călinescu (ur. 19 czerwca 1899 w Bukareszcie, zm. 12 marca 1965 tamże) – rumuński krytyk literacki, historyk literatury, pisarz i dziennikarz, jedna z najznakomitszych postaci rumuńskiej literatury XX wieku.
W 1948 wybrany na członka Academia Română.

## Twórczość
Călinescu jest autorem jednej z bardziej poczytnych książek w Rumunii Scrinul Negru („Czarna Komoda”).